# Taranis granata
Taranis granata é uma espécie de gastrópode do gênero Taranis, pertencente a família Raphitomidae.